# Артан
Спецпідрозділ «АРТАН» — підрозділ активних дій Головного управління розвідки Міністерства оборони України.
Девіз: Scimus. Invenimus. Delemus. (укр: Знаємо. Знаходимо. Знищуємо.).
Спецпідрозділ сформований під час повномасштабного російського вторгнення в Україну з добровольців, є підрозділом активних дій Головного управління розвідки Міністерства оборони України та став відомим завдяки зухвалим та унікальним операціям.
За час повномасштабного російського вторгнення в Україну воїни підрозділу брали участь у битвах за Київщину, Донеччину, обороняли Бахмут, Куп'янськ, Часів Яр, звільняли Харківщину, повернули «вишки Бойка» та змінили розстановку сил в акваторії Чорного моря, сприяли розблокуванню зернового коридору, а також виконували складні та успішні операції в тилу ворога.
Бійців підрозділу активних дій ГУР МО України «Артан» кілька разів у своїх щоденних зверненнях відзначав Президент України Володимир Зеленський.

## Історія створення
Спецпідрозділ сформований офіцерами ГУР МОУ та добровольцями 1 червня 2022 року в Києві. Командир та деякі інші бійці спецпідрозділу «Артан» беруть участь у бойових діях з 2014 року.
Підрозділ названий на честь племені Артанців, які за легендою «вбивають всякого чужоземця, що приходить у їхню землю».
Очолює спецпідрозділ офіцер Головного управління розвідки Міністерства оборони України Віктор Торкотюк, позивний «Титан».
Підрозділ складається з вмотивованих добровольців. Серед них як кадрові військові, спецпризначенці, учасники АТО, так і ті, хто до повномасштабного вторгнення не мав військового досвіду.
У складі «Артану» — значна кількість спортсменів. Це представники боксу, боротьби, таїландського боксу Муей-Тай, кікбоксингу, тхевондо, панкратіону, фрі-файту, регбі, легкої атлетики та інших видів спорту. Є серед бійців і всесвітньо відомі спортсмени, чемпіони світу та Європи.

## Участь у бойових операціях
Бійці спецпідрозділу зазвичай залучені в найскладніших битвах та спецопераціях. Хоча про більшість операцій «Артану» стане відомо лише після перемоги, деталі окремих місій вже було розкрито для суспільства.

### Енергодар
Одна з перших бойових операцій підрозділу — участь у висадці в тимчасово окупованому Енергодарі. Задачею максимум місії було звільнення Запорізької АЕС, яку росія перетворила на «ядерну бомбу сповільненої дії» і інструмент шантажу.
Щоб запобігти найгіршому сценарію, ГУР і ухвалило рішення провести зухвалу операцію: звільнити станцію штурмом великими загонами спецпризначенців, але із неважкою піхотною зброєю, щоб мінімізувати ризик катастрофічних наслідків. Крім того, розвідники мали визначити зручні місця для висадки на березі та проходи углиб зайнятої ворогом території для планування подальших операцій.
Для здійснення місії спецпризначенці на човнах вночі форсували Дніпро в районі Каховського водосховища. Під час виконання завдання, за свідченнями бійців підрозділу, були вогневі контакти з ворогом, були висадки на берег, було проведено диверсійну роботу. І хоч головне завдання виконати не вдалося, було зібрано важливу розвідувальну інформацію, бійці отримали досвід десантування з води на берег, а ворог змушений був відтягнути для оборони сили з інших напрямків, що полегшило просування наших військ.

### Бахмут
Під час битви за Бахмут «Артан» кілька разів залучали для оборони міста. Завданням було — підсилити піхоту ЗСУ, укріпити «проблемні» позиції.
Підрозділ брав участь у міських боях та допомагав утримати трасу Часів Яр-Костянтинівка, щоб ворог не замкнув Сили оборони України у кільце. Головним завданням спецпризначенців були штурмові дії: зачистка кварталів, захоплення і підготовка позицій. Все відбувалося за підтримки ЗСУ, ССО, артилерійських підрозділів.

### Операції у Чорному морі
Бійці «Артану» забезпечували оборону острова Зміїний після його повернення під контроль України.
Та найбільш відомою операцією підрозділу є повернення під контроль України так званих «вишок Бойка», газо-нафтовидобувних платформ неподалік узбережжя Криму.
Росія окупувала ці платформи у 2015 році, а з початком повномасштабного вторгнення використовувала у військових цілях. Зокрема, як вертолітні майданчики і для розміщення засобів РЛС.
За результатами унікальної операції, зокрема, під контроль були повернуті бурові платформи «Петро Годованець» та «Україна», а також СПБУ «Таврида» і СПБУ «Сиваш».
Під час проведення операції спецпризначенцям вдалося захопити цінні трофеї: запас вертолітних боєприпасів типу НАР (некерованих авіаційних ракет), а також РЛС «Нева», що може відстежувати рух суден у Чорному морі.
Під час однієї з фаз цієї операції відбувся бій між українськими спецпризначенцями на катерах та російським винищувачем Су-30. Внаслідок бою російський літак отримав ураження і змушений був відступити.

«Артан» брав участь і в операціях на території тимчасово окупованого Криму. У жовтні 2023 року у межах спецоперації воєнної розвідки України розвідники підрозділу висадились на західному узбережжі півострова, а також на Тендрівській та Кінбурнській косах, атакували ворога, а після виконання завдання — успішно відійшли. 
«Це не перша і не остання операція Сил безпеки та оборони України на Кримському півострові. Про більшість з них стане відомо лише згодом. Це системна, спланована та скоординована робота усіх задіяних підрозділів. Наслідки нашої роботи ворог відчуватиме ще довго. Своїми діями ми постійно нагадуємо російським загарбниками про неминучість звільнення всіх окупованих територій», — прокоментував ті події командир «Артану» Віктор Торкотюк. 

#### «Конан»
Під час однієї з місій в акваторії Чорного моря, коли човен розвідників вкотре атакував ворожий літак, спецпризначенець із позивним «Конан» випав за борт. Побратими змушені були відступити під вогнем ворожої авіації. «Конан» опинився сам у відкритому морі. 14 годин він боровся за своє життя, плив, незважаючи на шалену втому, і таки дочекався, коли рятувальна місія знайшла його. Для пошуків побратима задіювали скутери, човни, засоби аеророзвідки. Зрештою воїна успішно евакуювали. Пізніше «Конан» отримав спеціальну відзнаку від журналістів: переміг в номінації «Натхнення року» премії «Української правди».

### Куп'янськ
У жовтні 2023 року підрозділ «Артан» було направлено на Куп'янський напрямок, де ворог активізував наступальні дії. Завданням було допомогти підрозділам ЗСУ утримати займані позиції та вирівняти лінію оборони.
Війська РФ зосередили на тому напрямку велике угруповання, на деяких ділянках сили ворога кількісно переважали сили оборони удесятеро. Атакували за підтримки танків та іншої важкої техніки.
Один з боїв, коли ворог намагався захопити утримувані «артанівцями» позиції тривав 30 годин поспіль. Попри складну ситуацію, підрозділ виконав усі поставлені перед ним задачі.

#### «Хохол»
Під час Куп'янської операції боєць підрозділу «Артан» на позивний «Хохол» опинився сам у ворожому тилу, посеред російських позицій. Його група вночі вела полонених, збилася маршруту і вийшла на противника. Зав'язався бій, росіяни вбили своїх же полонених, «Хохол» скомандував підлеглим відступати, переключивши вогонь на себе, намагався відійти і сам, але після розриву гранати втратив свідомість. Повернувшись до тями, зрозумів, що його не знайшли, він сам, на ворожому мінному полі. Без їжі, води, годинника й компаса. Лише автомат, два магазини набоїв, ніж та ікона. Його вважали загиблим, але він не здався, повз між ворожими позиціями і через три доби зумів вийти до своїх.

### Повернення пілота
На початку 2024 року розвідники «Артану» зуміли забрати тіло українського льотчика, збитого окупантами ще на початку повномасштабного вторгнення. Його літак впав посеред мінного поля. Майже два роки наші військові не могли зайти на окуповану територію на Запорізькому напрямку. Та після літнього контрнаступу 2023 року таки пробралися до місця авіатрощі.
Операцію здійснювали на відстані менше кілометра від ворожих позицій. У зоні проведення була висока активність ворожих БПЛА. Крісло, в якому так і лежало тіло пілота, було заміноване. Однак завдяки чіткій роботі розвідників та інженерів підрозділу завдання було успішно виконано.

### Часів Яр
Навесні та влітку 2024 року «Артан» брав участь в обороні Часового Яру. На відміну від Бахмута, тут було значно менше стрілецьких боїв. Натомість противник масового застосовував по позиціях українських бійців дрони, артилерію, авіацію, КАБи.
За час, коли «Артан» обороняв місто, ворог так і не зумів зайти до Часового Яру. Спільно з іншими підрозділами активних дій ГУР МО України було відбито кілька масованих штурмів з використанням важкої техніки, знищено та захоплено у полон значну кількість особового складу противника.

### Тендрівська коса
6 серпня 2024 року спецпризначенці підрозділу активних дій «Артан» та Морського центру ГУР МОУ висадилась на Тендрівській косі та знищили ворожу броньовану техніку, зокрема МТ-ЛБ, комплекс РЕБ противника, а також зруйнували фортифікаційні укріплення росіян. Ворог зазнав втрат і серед особового складу. Виконавши поставлене завдання, зокрема й секретну його частину, воєнні розвідники відійшли без втрат.

### Липці
В результаті успішної наступальної операції, яка тривала влітку і восени 2024 року, воїни спецпідрозділу «Артан» разом з побратимами з інших підрозділів активних дій Головного управління розвідки зачистили 400 гектарів лісового масиву поблизу населеного пункту Липці Харківської області і захопили батальйонний район оборони противника, знищили живу силу — 3 мотострілецьких батальйонів, загін «шторм» та розвідувальну роту 7 окремого мотострілецького полку 11 армійського корпусу зс рф, важку техніку, засоби РЕБ та ворожі укріплення, поповнили обмінний фонд.
Успішне виконання операції змусило ворога відмовитися від ідеї прориватися до Харкова й обстрілювати місто зі ствольної артилерії. Окупанту довелося коригувати свої стратегічні плани і перекидати під Липці додаткові сили.

## Командир
- підполковник Віктор Торкотюк, позивний «Титан»[12].

## «Звитяга»
З 2024 року «Артан» організовує і проводить патріотичний вишкіл молоді «Звитяга». Це освітньо-військовий захід, мета якого полягає у вихованні молоді в дусі патріотизму, формуванні навичок військової справи та розвитку командної взаємодії.
Програма вишколу включає теоретичні та практичні заняття, які проводять інструктори підрозділу. Це тактична підготовка, основи поводження зі зброєю, тактична медицина, управління БПЛА, топографія і орієнтування на місцевості, фізична витривалість, спортивні єдиноборства та інше. Особливий акцент зроблено на вихованні лідерських якостей і психологічній стійкості. Також для дітей читають лекції з історії України, організовують зустрічі з культурними діячами, співаками, військовими.
Станом на грудень 2024 року в різних регіонах України проведено вже п'ять вишколів «Звитяга».

## Втрати

### 2023
1. 31 березня 2023 — Макарченко Ігор Анатолійович «Макарій» (нар. 4 листопада 1973 року). Загинув внаслідок вибухової травми, виконуючи бойове завдання біля н.п. Гатище Харківської області[63].
2. 31 березня 2023 — Фролов Юрій Олегович («Карась») нар. 06.03.1980, м. Васильків. Солдат, мінометник спецпідрозділу[64].
3. 25 вересня 2023 — Янович Юрій В'ячеславович («Кет»). 27 липня 1986, м. Вінниця. Під час виконання бойового завдання на території Курської області взяв вогонь на себе, щоб вся його команда вийшла живою та неушкодженою[65][66]

### 2024
1. 15 березня 2024 — Родіонов Валерій. Загинув під час виконання бойового завдання від вибухової травми[67]
2. 13 квітня 2024 — Бараніцький Фелікс В'ячеславович. 28 липня 1989, м. Чернівці. Брав участь в обороні Бахмута, операції з повернення під контроль України «вишок Бойка» біля берегів Криму, захисті Куп'янська, низці спецоперацій у зонах бойових дій та на території окупантів. Загинув в Часовому Яру[68].
3. 30 травня 2024 — Яворський Володимир Володимирович, «Камаз» (нар. 2 грудня 1994 року)[69]. Колишній регбіст (клуб «Антарес», Київ). Загинув у Часовому Яру під час евакуації поранених[70].
4. 12 липня 2024 — Івасишин Юрій. нар. 21.01.1989, м. Жидачів[71].

### 2025
- 18 травня 2025 - Роман Харківський, 37 років. Загинув на Запорізькому напрямку[72].

## Увічнення пам'яті
29 серпня 2024 року, біля Михайлівського Золотоверхого монастира у Києві, відбулось відкриття меморіалу, присвяченого полеглим у боях з російськими окупантами воїнам спецпідрозділу Головного управління розвідки Міністерства оборони України «Артан».